# Let Germanwings 9525
Let Germanwings 9525 (4U9525/GWI18G) byl pravidelný mezinárodní let aerolinií Germanwings – nízkonákladové dceřiné společnosti Lufthansy – z barcelonského letiště El-Prat do německého Düsseldorfu. Uskutečnil se 24. března 2015 mezi desátou a jedenáctou hodinou středoevropského času.
Airbus A320-211 se 6 členy posádky a 144 pasažéry na palubě narazil do horského masivu v Provensalských Alpách, 17 km jihozápadně od francouzské obce Barcelonnette, přibližně sto kilometrů severozápadně od Nice. Nehodu nikdo nepřežil. Francouzský prokurátor, francouzské a německé úřady, stejně jako tiskový mluvčí Germanwings sdělili, že havárie byla způsobena úmyslně.

## Pozadí

### Letadlo
Airbus A320-211 se sériovým číslem 147 a imatrikulací D–AIPX byl v provozu dvacet čtyři let. První let absolvoval 29. listopadu 1990. Celkově měl nalétáno 58 300 hodin při 46 700 letech. Podle plánu výrobce měl absolvovat 60 000 hodin. V roce 2012 byla prodloužena jeho životnost na 120 000 hodin nebo 60 000 letů.

### Posádka
Německý kapitán Patrick Sondenheimer měl desetiletou leteckou praxi a 6 000 nalétaných hodin. Pilotoval A320 u aerolinií Germanwings, Lufthansa a Condor.
Prvním důstojníkem byl 27letý Němec Andreas Lubitz, jenž v roce 2009 přerušil letecký výcvik, podle jeho prohlášení v důsledku syndromu vyhoření a deprese. Nalétáno měl 630 hodin. Trpěl depresivní poruchou, již skrýval před zaměstnavatelem. Periodikum Süddeutsche Zeitung uvedlo, že kopilot roztrhal neschopenku od ošetřujícího neurologa a psychiatra – platnou také pro den tragického letu, která by pravděpodobně znamenala jeho dlouhodobější zneschopění k výkonu profese pilota. Ambulatně se léčil také na düsseldorfské univerzitní klinice. Ta však odmítla souvislost letcovy terapie s depresemi. Podle německého webu Bild se měl šest let před incidentem léčit pro těžké depresivní epizody.

### Cestující
Původní zprávy uváděly, že většina pasažérů pocházela z Německa. Španělská vláda následně sdělila, že na palubě bylo 45 občanů Španělska a pravděpodobně také několik Turků. Prvotní upřesnění obětí podle státní příslušnosti bylo komplikováno osobami s vícečetným občanstvím.
Společnost Germanwings informovala o 67 německých občanech letu, včetně 16 studentů a dvou pedagogů z Gymnázia Josepha Königa v Halternu, kteří se vraceli z výměnného studijního pobytu na Giola Institute v katalánském Llinars del Vallès. Halternský starosta Bodo Klimpel v souvislosti s incidentem hovořil o „nejtemnějším dnu v historii města“.
První zprávy zmiňovaly 146 pasažérů na palubě; později došlo k upřesnění na 144 cestujících, včetně Turků, Belgičanů, Němců, Nizozemců, Dánů a Španělů. Zástupce Germanwings sdělil, že kapitán měl u jejich aerolinek a Lufthansy nalétáno 6 000 hodin a více než desetiletou praxi. Izraelský ministr zahraničí zveřejnil identitu občana státu, když uvedl, že se jednalo o 39letého obchodníka a designéra Ejala Bauma z Hod ha-Šaron.
Operní dům Deutsche Oper am Rhein potvrdil, že mezi cestujícími byl také kazašsko-německý basbarytonista Oleg Bryžak (nar. 1960) a německá pěvkyně – kontraaltistka, Maria Radnerová (nar. 1981) s manželem a dítětem. Oba umělci se vraceli z vystoupení v barcelonském Gran Teatre del Liceu, kde účinkovali ve Wagnerově opeře Siegfried.
Původně měl objednané letenky také švédský fotbalový tým Dalkurd FF, který na poslední chvíli změnil termín.

### Seznam osob na palubě
| Osoby na palubě podle občanství | Osoby na palubě podle občanství | Osoby na palubě podle občanství |
| občanství                       | počet                           | zdroj                           |
| ------------------------------- | ------------------------------- | ------------------------------- |
| Německo                         | 72                              | [ 34 ]                          |
| Španělsko                       | 51                              | [ 35 ]                          |
| Argentina                       | 3                               | [ 36 ]                          |
| Kazachstán                      | 3                               | [ 37 ]                          |
| Spojené království              | 3                               | [ 40 ]                          |
| Spojené státy americké          | 3                               | [ 41 ]                          |
| Austrálie                       | 2                               | [ 32 ]                          |
| Kolumbie                        | 2                               | [ 42 ]                          |
| Írán                            | 2                               | [ 43 ]                          |
| Japonsko                        | 2                               | [ 44 ]                          |
| Mexiko                          | 2                               | [ 46 ]                          |
| Maroko                          | 2                               | [ 47 ]                          |
| Venezuela                       | 2                               | [ 48 ]                          |
| Belgie                          | 1                               | [ 49 ]                          |
| Chile                           | 1                               | [ 50 ]                          |
| Dánsko                          | 1                               | [ 51 ]                          |
| Izrael                          | 1                               | [ 52 ]                          |
| Nizozemsko                      | 1                               | [ 53 ]                          |
| Počet obětí                     | 150                             |                                 |
| Osoby s vícečetným občanstvím   | 4                               |                                 |

## Průběh letu

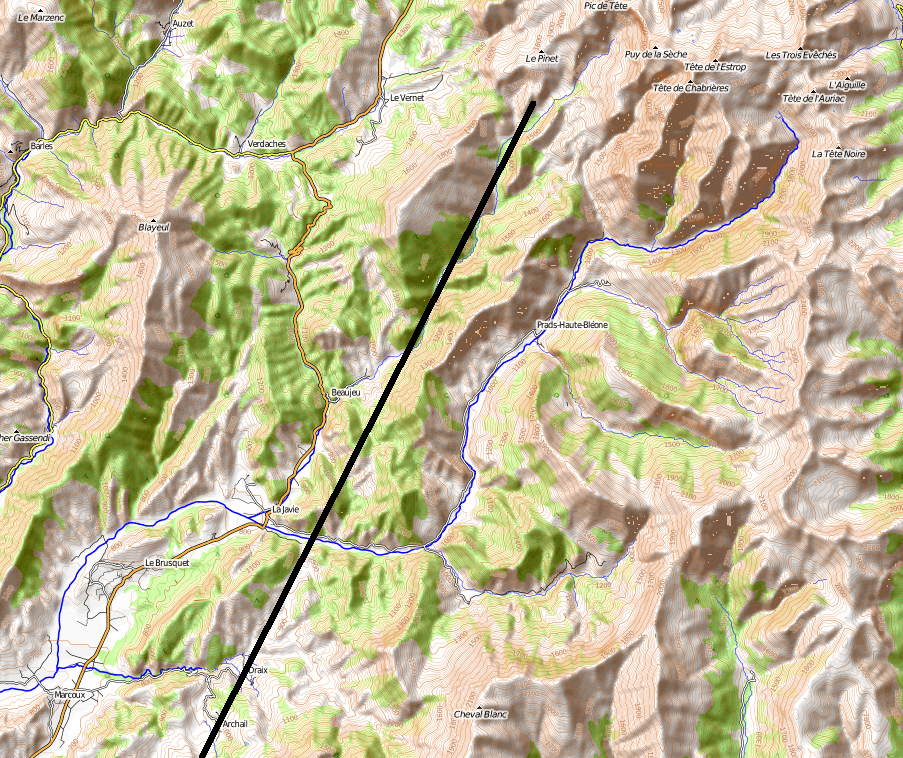
Trajektorie závěrečné fáze letu před nárazem do masivu Trois-Évêchés a rozsevu trosek na jižní straně Tête du Travers, menšího vrcholu na západním svahu hory Tête de l'Estrop

Airbus A320-211 D-AIPX vzlétl z barcelonského letiště El-Prat s asi 25minutovým zpožděním, přesně v 10:01:12 středoevropského času, s plánovaným příletem do Düsseldorfu v 11:39. Oba piloti vedli po dobu úvodních dvaceti minut letu běžný rozhovor. Následně kapitán Patrick Sonderheimer předal řízení druhému pilotovi, 27letému Andreasi Lubitzovi, a opustil kokpit, aby zamířil na toaletu. V 10:27, kdy letadlo dosáhlo výšky 38 000 stop (letové hladiny 380, cca 11 600 m) při rychlosti 800 km/h, zůstal kopilot osamocen v pilotní kabině a v 10:30:55 změnil nastavení autopilota na výšku 96 stop (cca 29,3 m), což znamenalo sestupnou trajektorii do hladiny pod úrovní terénu.
Kapitánovi se již do uzamčené kabiny nepodařilo proniknout i přesto, že na záznamu byly zachyceny silné údery. Pokus o navázání kontaktu s kopilotem prostřednictvím interkomu zůstal bez odezvy. Záznam obsahoval pravidelné dýchání Lubitze. K poslednímu radarovému spojení s letadlem došlo v 10:40:47, ve výšce 1 882 m při rychlosti stroje cca 700 km/h.
Podle prokurátora Brice Robina zjistili pasažéři nebezpečí pravděpodobně až „v posledních momentech letu,“ kdy se ozvaly výkřiky.
Jako následek přerušení komunikace kopilota se střediskem řízení letového provozu, došlo v 10:31 k vyhlášení stavu nebezpečí. V 10:48 odstartovala z vojenské základny 115 Orange-Caritat u Avignonu stíhačka Mirage 2000C (RDI) od Escadron de chasse 2/5 Île-de-France, aby našla neodpovídající Airbus.

## Vyšetřování a příčiny nehody
Podle informací francouzského žalobce Brice Robina z 26. března 2015 byl kopilot Andreas Lubitz v době klesání letounu při vědomí, sám v kokpitu letounu a úmyslně zabránil kapitánovi letu vstoupit zpět do kokpitu. Následně nechal letoun sestoupit, což mělo za následek srážku s úbočím hory. 3. dubna byla nalezena poškozená a ohořelá, několik desítek centimentrů do země zarytá černá skříňka. Francouzskému vyšetřovacímu úřadu BEA se podařilo z ní získat data, která ukázala, že kopilot nastavil autopilota na klesání do výšky 30 metrů nad mořem a v průběhu dalšího letu ještě několikrát přenastavil autopilota tak, aby letadlo ještě zrychlilo. To kromě záznamů zvuků z kabiny podpořilo hypotézu, že kopilot navedl letadlo na srážku s horou úmyslně. Vyšetřovatelé také zjistili, že Lubitz na internetu pár dnů před nehodou vyhledával možnosti sebevražd a informace o zabezpečení dveří do kokpitu.

## Následky nehody
Nehoda upozornila na problém zabezpečení pilotní kabiny před nepovolanými osobami a naopak přístupu členů posádky v případě nutnosti. Takovou situaci měl začít řešit tým německých expertů.
Řada leteckých společností v důsledku nehody vydala nařízení, podle kterého musely být v kabině přítomni nejméně dva lidé z palubního personálu. Při opuštění kabiny pilotem, jej měl vždy nahradit další člen personálu. Stejné doporučení leteckým přepravcům vydala na konci března i Evropská agentura pro bezpečnost civilního letectví. Některé společnosti, včetně ČSA, Travel Service, Jet2.com, Flybe a Ryanair, zavedly stejná pravidla už před touto událostí.